# Alfonso de Torres
Alfonso de Torres, o  Alfonsus Turritanus (Torrijos, Toledo, c. 1520 - Alcalá de Henares, c. 1584), humanista y autor dramático español.

## Vida y obra
Estudió en la Universidad de Alcalá de Henares, primero en el Colegio de Artes Liberales y luego en el Trilingüe. En 1542 era ya bachiller, y al saño siguiente se licenció en Artes y Filosofía. En 1546 poseía ya el grado de maestro y se le nombra catedrático de gramática de San Isidoro, puesto que ocupó hasta 1570. Es posible que se licenciara también en Teología en 1560. Entre 1560 y 1584 enseññó retórica y ocupó la cátedra principal de retórica que dejó libre al fallecer Alfonso García Matamoros desde 1572. Alfonso de Torres declara ser discípulo de los profesores complutenses Diego de Alcocer y Miguel Majuelo. Existen datos sobre la materia que explicaba: los discursos de Cicerón. En el colegio de San Isidoro desempeñó además el cargo de patrono y se dedicó, como era habitual en muchos docentes de la época, al hospedaje tutelado de estudiantes. Sus obras conservadas salieron también de las prensas complutenses y se destinaron, sobre todo, al consumo estudiantil. Así se explica la publicación en 1569 de las Rhetoricae Exercitationes, un manual de ejercicios compositivos que retomaba y actualizaba los catorce progymnásmata del rétor griego Aftonio, tan de moda en las aulas europeas a lo largo del siglo XVI e integrados en la formación de los estudiantes de Alcalá a partir del tercer curso de gramática; Torres lo amplió con los comentarios y ejemplos del alemán Reinhard Lorich, un luterano incluido en los Índices inquisitoriales y que, como es lógico suponer, nunca menciona como fuente. Una edición bilingüe de esta obra ha sido editada modernamente por Violeta Pérez Custodio.

## Obra
- Commentarii in quartum Antonii Nebrissensis (Alcalá, 1559, 1561, 1563, 1569)
- Tractatus de concordantia, regimine et figuris constructionis (Alcalá, 1563, 1569)
- Commentarii in quintum Antonii Nebrissensis (Alcalá, 1559, 1563, 1569)
- Rhetoricae Exercitationes, (Alcalá, 1569; hay edición crítica moderna bilingüe, Ejercicios de Retórica, introducción, notas, traducción e índices Violeta Pérez Custodio, Alcañiz-Madrid: Instituto de Estudios Humanísticos-Laberinto-CSIC, 2003).
- Tabulae breves et compendiariae in duos tomos Rhetoricae, 1579.
- Oratio habita a magistro Alfonso Torreseo, primario eloquentiae professore in Doctoratu Theologiae ornatissimi viri Ioannis Continentis, Complutensis Academice moderatoris, 1579.
- "Auto del Martyrio de Sant Justo y Pastor" incluido en el Códice de autos viejos, supuestamente la obra del mismo título que compuso para ser representada en 1568.